# كريستوفر أولسن
كريستوفر أولسن (بالإنجليزية: Christopher Olsen)‏ هو ممثل أمريكي، ولد في 19 سبتمبر 1946 بلوس أنجلوس في الولايات المتحدة.

## أعمال

### أفلام
- (1956) الرجل الذي عرف أكثر من اللازم

## وصلات خارجية
- كريستوفر أولسن على موقع IMDb (الإنجليزية)
- كريستوفر أولسن على موقع قاعدة بيانات الأفلام السويدية (السويدية)
- كريستوفر أولسن على موقع قاعدة بيانات الفيلم (الإنجليزية)